# Сильвестер Саболчкі
Сильвестер Саболчкі (хорв. Silvester Sabolčki; 12 листопада 1979, Вараждин — 30 травня 2003, Вараждин) — хорватський футболіст, що грав на позиції правого півзахисника.

## Кар'єра

### Клубна
Вихованець школи «Вартекса», в клубі дебютував у 18 років. Досить швидко закріпився в основному складі команди, зігравши всього 121 гру і забивши 11 голів в Першій лізі протягом п'яти сезонів.
У сезоні 1998/1999 роки Сильвестер вніс великий внесок у вихід клубу до чвертьфіналу Кубка володарів кубків УЄФА. Він же вивів команду у фінал Кубка Хорватії 2001/02.
В кінці сезону 2002/2003 він уклав контракт з загребським «Динамо», у складі якого він мав грати в наступному сезоні.

### У збірній
З 1998 по 2001 роки Сильвестер провів 18 ігор у молодіжній збірної Хорватії з футболу (в командах до 20 років і до 21 року разом). На молодіжному чемпіонаті світу 1999 року він грав у складі хорватської збірної і вніс свій внесок у перемогу над Казахстаном з рахунком 5:1, забивши один з голів.
Брав участь також і в чемпіонаті Європи 2000 року серед молоді.
У складі національної збірної Хорватії він зіграв два матчі, обидва товариські: 25 квітня 2001 року проти Греції (замінив Роберта Ярні) і 9 лютого 2003 року проти Македонії. Обидва матчі завершилися внічию 2:2.

## Загибель в автокатастрофі
Рано вранці 30 травня 2003 року в Вараждині Сильвестер Саболчкі їхав за кермом автомобіля Audi A3 разом з пасажирами: Кристияном Кітнером (воротар «Вартекса») і Крунославом Саболичем (воротар «Славен Белупо»). На перехресті вулиці Копривницької і вулиці Павлека Мишкіна Саболчкі не впорався з керуванням і врізався в ліхтарний стовп. Всі троє гравців загинули на місці. У той же день загребське «Динамо» на презентації нових гравців оголосило про трагедії, що трапилася.
2 червня Саболчкі був похований у Загребі на цвинтарі Святого Іллі.